# Elecciones municipales de Santo Domingo de los Colorados de 2014
Las elecciones municipales de Santo Domingo de 2014 hacen referencia al proceso electoral que se llevó a cabo el 23 de febrero de dicho año con el fin de designar a las autoridades locales para el período 2014-2019.
El candidato Víctor Maldonado, de la mano de una alianza entre el partido Partido SUMA y Avanza, ganó la alcaldía de Santo Domingo venciendo al alcalde oficialista Verónica Castro quién tuvo malos resultados, pero logró conseguir mayoría en el Concejo Cantonal.

## Candidatos
| Lista | Lista        | Logo | Partido / Movimiento | Prefecto                           |
| ----- | ------------ | ---- | --- | ---------------------------------- |
|       | 23 8         |      | Partido SUMA Partido Avanza | Víctor Manuel Quirola Maldonado    |
|       | 10           |      | Partido Roldosista Ecuatoriano | Washington Boanerges Segura Nuñez  |
|       | 2            |      | Movimiento Popular Democrático | Alfredo Atahualpa Villaroel Sierra |
|       | 35           |      | Alianza PAIS | Verónica Zurita Castro             |
|       | 21           |      | Movimiento CREO | Manuel Eduardo Tacuri Palacios     |
|       | 6            |      | Partido Social Cristiano | Hugo Oswaldo Caizaluisa Chamorro   |
|       | 3 7 18 62 66 |      | Unidad Provincial Tsáchila - Partido Sociedad Patriótica - Partido Renovador Institucional Acción Nacional - Pachakutik - Movimiento Político Alianza Tsáchila - Movimiento Político Somos Santo Domingo | Angel Mesias Gende Calazacon       |

## Resultados

### Elección de Alcalde
|  | 44.15 % |

|  | 37.66 % |

|  | 6.83 % |

|  | 6.03 % |

|  | 2.39 % |

|  | 2.03 % |

|  | 0.92 % |

|  | 100 % |

Fuente:

### Nómina de Concejales Electos

#### Circunscripción Urbana 1
| Partido      | Concejal      |
| ------------ | ------------- |
| Alianza PAIS | Hilda Aguavil |
| Alianza PAIS | Norma Ludeña  |
| Alianza PAIS | Martha Rosero |
| Alianza PAIS | Tito Ruiz     |
| CREO         | Maria Jara    |
| SUMA Avanza  | Raul Quezada  |

#### Circunscripción Urbana 2
| Partido      | Concejal       |
| ------------ | -------------- |
| Alianza PAIS | Johana Nuñez   |
| Alianza PAIS | Lourdes Flores |
| Alianza PAIS | Luis Tituaña   |
| Alianza PAIS | Amada Ortiz    |
| SUMA Avanza  | Maria Suarez   |

#### Circunscripción Rural
| Partido      | Concejal         |
| ------------ | ---------------- |
| Alianza PAIS | Miguel Suin      |
| Alianza PAIS | Marlene Zambrano |

Fuente: 